# Marrella splendens
Marrella splendens (лат.) — вид вымерших членистоногих из класса Marrellomorpha. Миниатюрные донные организмы, чьи ископаемые остатки доминируют в отложениях среднего кембрия сланцев Бёрджес (Британская Колумбия, Канада). К роду Marrella также относят ископаемые остатки, обнаруженные в лагерштеттах Китая — формациях Кайли (провинция Гуйчжоу) и Балан (провинция Хунань).

## История изучения
Marrella splendens — первые ископаемые организмы, обнаруженные и зарисованные первопроходцем сланцев Бёрджес Чарлзом Уолкоттом:108. При формальном описании вида в 1912 году Уолкотт рассматривал найденного им «кружевного рака» (англ. lace crab) как необычного трилобита:108. В 1971 году Гарри Уиттингтон выполнил тщательное переописание животного и на основе его ног, жабр и головных придатков пришёл к выводу, что это не трилобит, не хелицеровое, и не ракообразное.
Маррелла — один из нескольких уникальных, похожих на артропод организмов из этой знаменитой геологической формации, идентифицированных специалистами. Другими такими существами являются опабиния и Yohoia. Необычные и разнообразные свойства этих созданий на момент их открытия были просто умопомрачительными, а сами же окаменелости в течение описания помогали продемонстрировать, что мягкотелая фауна сланцев Бёрджес была более сложной и многообразной, чем ожидалось ранее:173.

## Строение
| - Marrella splendens — окаменелость из сланцев Бёрджес - Реконструкция прижизненного облика марреллы - Экспонат Музея Редпат, Монреаль |

Небольшие беспозвоночные длиной 2,5—19 мм:114. Передняя часть тела была закрыта узким головным щитом с двумя парами массивных, направленных назад боковых отростков:114. Также на переднем конце тела располагались две пары членистых антенн; более мощные антенны второй пары обладали меньшей длиной:142. Туловище состояло из 24—26 сегментов, несущих двуветвистые конечности, и тельсона — терминальной, лишённой конечности лопасти:114. Наружные ветви конечностей обладали перистым строением и функционировали как жабры, внутренние ветви представляли собой ходные ноги:114.
Остаётся неясным, каким образом проходила фоссилизация неминерализованных головы и шипов. Марреллы отличаются от трилобитов большим количеством антенн, меньшим числом головных конечностей, а также меньшим количеством члеников в конечностях. Три пары челюстных придатков (характерный признак ракообразных) у маррелл отсутствуют, строение ходных конечностей тоже отличается от такового у раков.
На хорошо сохранившихся экземплярах марреллы обнаружен микроскопический узор, представляющий собой дифракционную решётку. Это говорит о том, что при жизни маррелла имела яркое, красочное туловище, переливавшееся всеми цветами радуги. На окаменелостях этого животного часто наблюдается «тёмное пятно» — вероятно, выдавленное при фоссилизации содержимое кишечника или следы жидкости, высвобождавшейся при разложении остатков.

## Палеоэкология
Предполагается, что маррелла была бентосным (то есть придонным) морским падальщиком и питалась детритом и прочими органическими частицами и остатками. Известна одна исключительная окаменелость, запечатлевшая животное в момент линьки.

## Таксономия
Сейчас марреллу считают членистоногим из стем-группы, иными словами, она имеет предка, общего с большинством современных представителей данного типа. Несмотря на своё сходство с трилобитами, она близка к ним не более, чем к любой другой группе членистоногих.

## Места и древность находок
Маррелла — наиболее часто встречающаяся окаменелость в сланцах Бёрджес, окаменелости данного существа были найдены в формации Стивена (англ. Stephen Formation), пачке Walcott Quarry (англ. Walcott Quarry Member). Большинство экземпляров нашли в так называемом «Захоронении маррелл» (англ. Marrella bed), тонком ярусе, но они весьма распространены и в большинстве других обнажений сланцев. Всего было обнаружено более 25 тыс. экземпляров; 5028 из них нашли в так называемом «пласте филоподов», где они составляют 9,56 % от общего числа окаменелостей. Обитало это существо на нашей планете примерно 520 миллионов лет назад, на протяжении марджуманского века (англ. Marjuman Stage) среднекембрийской эпохи.
Маррелломорфы — схожие с марреллой организмы — широко распространены в других породах кембрийского периода, а иногда их находят даже в отложениях девона.